# Нововасилівка (Криворізький район)
Нововаси́лівка — село в Україні, у Вакулівській сільській громаді Криворізького району Дніпропетровської області. Населення — 407 мешканців.

## Географія
Село Нововасилівка знаходиться на відстані до 3-х км від сіл Вакулове, Садове і Базавлучок. По селу протікає пересихаючий струмок з загатою. Через село проходить автомобільна дорога Т 0419.

## Історія
Село Нововасилівка засноване в степу в 20-х роках XX ст. при роздачі земель незаможним селянам з сіл Миколаївка і Кам'янка.
Про походження назви існує легенда, переказ старожилів: в 1920 р. тут зупинився загін червоноармійців по дорозі до Перекопу. Коли вони довідались, що село ще не має назви, то попросили жителів назвати село іменем їхнього товариша, який загинув в бою — Василівкою. Так з'явилась назва села, яке районна влада зареєструвала як Нововасилівку з огляду на те, що в губернії вже було зареєстровано понад 30 Василівок.

## Населення

### Мова
Розподіл населення за рідною мовою за даними перепису 2001 року:
| Мова       | Кількість | Відсоток |
| ---------- | --------- | -------- |
| українська | 422       | 94.41%   |
| російська  | 21        | 4.70%    |
| білоруська | 4         | 0.89%    |
| Усього     | 447       | 100%     |

## Вулиці
- Садова
- Молодіжна
- Набережна
- Затишна

## Інтернет-посилання
- Погода в селі Нововасилівка [Архівовано 21 грудня 2011 у Wayback Machine.]

1. ↑  Рідні мови в об'єднаних територіальних громадах України — Український центр суспільних даних